# Shovelware
Shovelware (ang. shovel „szufla, łopata”) - niepochlebne określenie zawartości płyt CD lub DVD rozpowszechnianych przez niektórych wydawców, którzy przeładowują je mnóstwem drobnych materiałów o stosunkowo niewielkiej użyteczności dla odbiorcy (oprogramowanie freeware i shareware) tylko po to, aby zasugerować znaczną wartość takiej płyty.